# GoHands
株式会社GoHands（ゴーハンズ、英: GoHands CO., LTD.）は、日本のアニメ制作会社。多くの作品の場合、「GoHands」「GO HANDS」「ゴーハンズ」とクレジットされる。

## 概要
サテライトで制作を務めた岸本鈴吾が大阪スタジオ、東京の第二スタジオのスタッフと共に2008年8月に独立して創業し、2009年7月放送開始のテレビアニメ『プリンセスラバー!』でデビュー。
社名の由来は「アニメでご飯が食べたい」「Go（行く）Han（大阪の阪）」などいくつかの意味がある。放送日までに完全納品する方針のため、すべて社内で制作する「in house」体制で制作期間も長く取っている。
『K』シリーズのような3DCGを駆使した背景美術や独特のカメラワークのバトルアクション作品で知られるが、『好きな子がめがねを忘れた』『デキる猫は今日も憂鬱』のような日常ものも手掛けている。
余計な宣伝をせず、創ったフィルムで勝負したいという理由で、ホームページやツイッターアカウントを持たない。
東京都杉並区高円寺に東京スタジオがある。

## 作品履歴

### テレビアニメ
| 開始年 | 放送期間         | タイトル                                   | 監督                           | アニメーション プロデューサー | 原作             |
| ------ | ---------------- | ------------------------------------------ | ------------------------------ | ----------------------------- | ---------------- |
| 2009年 | 7月 - 9月        | プリンセスラバー!                          | 金澤洪充                       | 岸本鈴吾                      | ゲーム           |
| 2009年 | 10月 - 2010年3月 | チェブラーシカ あれれ?                     | 工藤進                         | N/A                           | キャラクター     |
| 2010年 | 7月 - 9月        | 生徒会役員共                               | 金澤洪充                       | 岸本鈴吾                      | 漫画             |
| 2012年 | 10月 - 12月      | K                                          | 鈴木信吾                       | 岸本鈴吾                      | オリジナル       |
| 2013年 | 10月 - 12月      | COPPELION                                  | 鈴木信吾                       | 岸本鈴吾                      | 漫画             |
| 2014年 | 1月 - 3月        | 生徒会役員共*                              | 金澤洪充                       | 岸本鈴吾                      | 漫画             |
| 2015年 | 10月 - 12月      | K RETURN OF KINGS                          | 鈴木信吾                       | 岸本鈴吾                      | オリジナル       |
| 2017年 | 1月 - 3月        | ハンドシェイカー                           | 鈴木信吾 金澤洪充              | 菊地貴紀                      | オリジナル       |
| 2019年 | 1月 - 3月        | W'z《ウィズ》                              | 鈴木信吾 金澤洪充              | 菊地貴紀                      | オリジナル       |
| 2021年 | 1月 - 4月        | プレイタの傷                               | 鈴木信吾                       | 岸本鈴吾                      | メディアミックス |
| 2023年 | 7月 - 9月        | デキる猫は今日も憂鬱                       | 工藤進（総） 横峯克昌          | 岸本鈴吾                      | 漫画             |
| 2023年 | 7月 - 9月        | 好きな子がめがねを忘れた                   | 工藤進（総） 横峯克昌          | 岸本鈴吾                      | 漫画             |
| 2025年 | 1月 - 3月        | もめんたりー・リリィ                       | 鈴木信吾（総） 工藤進 横峯克昌 | 岸本鈴吾                      | オリジナル       |
| 2026年 | 未公表           | 追放された転生重騎士はゲーム知識で無双する | 鈴木信吾（総） 横峯克昌        | 未公表                        | 小説             |

### 劇場アニメ
| 公開年 | タイトル                        | 監督     | アニメーション プロデューサー | 原作       |
| ------ | ------------------------------- | -------- | ----------------------------- | ---------- |
| 2010年 | マルドゥック・スクランブル 圧縮 | 工藤進   | 岸本鈴吾                      | 小説       |
| 2011年 | マルドゥック・スクランブル 燃焼 | 工藤進   | 岸本鈴吾                      | 小説       |
| 2012年 | マルドゥック・スクランブル 排気 | 工藤進   | 岸本鈴吾                      | 小説       |
| 2014年 | 劇場版 K MISSING KINGS          | 鈴木信吾 | 岸本鈴吾                      | オリジナル |
| 2017年 | 劇場版 生徒会役員共             | 金澤洪充 | 菊地貴紀                      | 漫画       |
| 2018年 | K SEVEN STORIES                 | 鈴木信吾 | 菊地貴紀                      | オリジナル |
| 2021年 | 劇場版 生徒会役員共2            | 金澤洪充 | 岸本鈴吾                      | 漫画       |

### OVA
| 発売年 | タイトル              | 監督     | アニメーション プロデューサー | 原作 | 備考    |
| ------ | --------------------- | -------- | ----------------------------- | ---- | ------- |
| 2011年 | 生徒会役員共          | 金澤洪充 | 岸本鈴吾                      | 漫画 | -2013年 |
| 2012年 | 朝まで授業chu!        | 金澤洪充 | 岸本鈴吾                      | 漫画 |         |
| 2014年 | 生徒会役員共（第2期） | 金澤洪充 | 岸本鈴吾                      | 漫画 | -2019年 |

### 挿絵
- やりすぎた魔神殲滅者の七大罪遊戯（2018年）

### 制作協力
| 年     | タイトル                    | 制作元請     | 備考         |
| ------ | --------------------------- | ------------ | ------------ |
| 2007年 | ヱヴァンゲリヲン新劇場版:序 | カラー       | 作画協力     |
| 2009年 | 聖剣の刀鍛冶                | マングローブ | 各話制作協力 |
| 2011年 | 魔法少女まどか☆マギカ       | シャフト     | 各話制作協力 |

## 模倣問題
2020年11月19日、TVアニメ『東京BABYLON 2021』のオンライン制作発表会が行われたが、同月20日、キャラクターの衣装デザインなどに模倣との指摘を受け調査、12月5日に製作委員会より謝罪報告が行われた。その時点では制作会社（GoHands）においてキャラクターの衣装2点について模倣があったとのことだった。
2021年3月29日、上記以外にも模倣盗用が多数行われたと製作委員会「TOKYO BABYLON 2021 PROJECT」から発表された。結果信頼関係の欠如を理由として制作続行は不可能と判断され、TVアニメは制作中止となった。
2021年8月3日、GoHandsは製作委員会の幹事社であったキングレコードに対し、制作費が支払われていないとして未払い金を求める裁判を東京地方裁判所に起こした。GoHands代理人の須郷知徳弁護士は「模写騒動後、キングレコードからデザインの正式な修正依頼があり、追加費用の支払いも提示され双方の合意のもと放送に向けた作業を進めていたが、キングレコードの方針が一転し、残りの支払いを拒否された」と主張。「キングレコードに比べてはるかに小さな企業で、大変大きな経済的打撃を受けている」と説明。下請法が禁じる支払い遅延にも当たると指摘をした。

## 関連人物
- 岸本鈴吾
- 鈴木信吾
- 金澤洪充
- 大久保宏
- 内田孝行
- 古田誠
- 松本卓也
- 安達翔平
- 植木理奈